# Fay Ajzenberg-Selove
Fay Ajzenberg-Selove (Berlim, 13 de fevereiro de 1926 — Haverford, 8 de agosto de 2012) foi uma física teuto-estadunidense.
Foi laureada em 2007 com a Medalha Nacional de Ciências.

## Vida
Nasceu em Berlim de nome Fay Ajzenberg em uma família judaica da Rússia. Seu pai, Mojzesz Ajzenberg, foi um engenheiro de minas que estudou no Instituto de Minas de São Petersburgo e sua mãe, Olga Naiditch Ajzenberg, foi uma pianista e meio-soprano que estudou na Academia de Música de São Petersburgo. Em 1919 eles fugiram da Revolução Russa de 1917 e estabeleceram-se na Alemanha, onde seu pai tornou-se um rico banqueiro. Seu investimento quebrou na Grande Depressão, e a família mudou-se para a França, tendo seu pai trabalhado como engenheiro químico em uma fábrica de açúcar de beterraba em Lieusaint pertencente a seu tio Isaac Naiditch. Ajzenberg frequentou o Lycée Victor Duruy e o Collège Sévigné. Em 1940 a família fugiu para Paris antes da Batalha de França. Eles seguiram uma rota tortuosa por Espanha, Portugal, República Dominicana e Cuba até assentarem-se em Nova Iorque em abril de 1941..
Ajzenberg completou o ensino médio na Julia Richman High School em 1943. Estudou na Universidade de Michigan, onde graduou-se em engenharia em 1946, sendo a única mulher em uma turma de 100 formandos. Após trabalhar pouco tempo como graduada na Universidade Columbia e lecionar na University of Illinois at Navy Pier, obteve o doutorado em física na Universidade do Wisconsin-Madison em 1952.

## Obras
- A Matter of Choices: Memoirs of a Female Physicist, 1994.